# NGC 3851
NGC 3851 este o galaxie eliptică situată în constelația Leul. A fost descoperită în 24 februarie 1827 de către John Herschel. Se află la o distanță de 116,41 megaparseci de Pământ.